# Districte de Senlis
El Districte de Senlis és un dels quatre districtes amb què es divideix el departament francès de l'Oise, a la regió dels Alts de França. Té 10 cantons i 133 municipis. El cap del districte és la sotsprefectura de Senlis.

## Cantons
cantó de Betz - cantó de Chantilly - cantó de Creil-Nogent-sur-Oise - cantó de Creil-Sud - cantó de Crépy-en-Valois - cantó de Montataire - cantó de Nanteuil-le-Haudouin - cantó de Neuilly-en-Thelle - cantó de Pont-Sainte-Maxence - cantó de Senlis